# REG3G
 (janvier 2019).
La protéine 3 gamma régénération provenant d'îlots (également la protéine III-gamma en régénération d'îlots) est une protéine qui, chez l'homme, est codée par le gène REG3G,,,. Les cellules paneth intestinales produisent REG3G (ou REG3 gamma) à la suite de la stimulation des récepteurs de type Toll (TLR) par des motifs moléculaires associés aux pathogènes (PAMP).  REG3 gamma cible spécifiquement les bactéries à Gram positif, car il se lie à la couche de peptidoglycane de surface.  C'est l'un des nombreux peptides antimicrobiens produits par les cellules de Paneth.